# Ronan Leprohon
Ronan Leprohon (22 de març de 1939 - 23 d'agost de 2017) fou un polític bretó. El 1964 fou un dels membres fundadors de la Unió Democràtica Bretona (UDB) i professor d'història moderna a la Universitat de Bretanya Occidental, a Brest. Fou cap de la federació de Brest, amb la qual, en aliança amb el Partit Socialista fou tinent d'alcalde adjunt de Brest, membre del Consell Regional de Bretanya i vicepresident de la Comunitat Urbana de Brest a càrrec del desenvolupament econòmic i iniciador del Technopole de Brest. També va ser molt actiu en les lluites contra la central nuclear de Plogoff. El 1982 abandonà l'UDB per a ingressar al Partit Socialista, però el 1997 tornà a l'UDB i fou nomenat membre del buró polític i responsable del periòdic Le Peuple breton.